# 阿爾卑斯玫瑰 (漫畫)
《阿爾卑斯玫瑰》是日本漫畫家赤石路代創作的日本漫畫作品。於小學館漫畫雜誌《Ciao》1983年到1986年期間進行連載。單行本全9卷。在1985年4月改編成電視動畫，並以《火焰的阿爾卑斯玫瑰 茱蒂&藍迪》為標題於日本時間每星期六在富士電視台播映，自1985年4月6日播至同年10月5日，全20話。
台灣於華視播放譯為《兩小無猜》，香港於無綫電視翡翠台播放則譯為《雪嶺飄零》。當初華視引進台灣時播映的片名是《兩小無猜》和《燃燒的玫瑰》，後來JET日本台播出時使用大然文化漫畫譯名《阿爾卑斯玫瑰》，『阿爾卑斯玫瑰』在德語是阿爾卑斯杜鵑的意思。
動畫版配樂為久石讓劇中的《交響曲》更成為經典動畫原聲大碟。人物設計是高田明美，除了在香港極受歡迎外，在法國也有相當人氣。

## 故事簡介
德國納粹主義崛起的1930年代，有一位女孩子茱蒂，6歲的時候失去了以前的記憶，被一位男孩子藍迪救起。然而在7年後，茱蒂和附近的古爾蒙伯爵發生衝突，開始了她與藍迪顛簸的命運。在逃離古爾蒙伯爵魔掌的同時，茱蒂為了想知道自己的親生父母的下落而來到了奧地利薩爾斯堡，在那裡遇見了她的青梅竹馬李昂哈德，並且得知她的本名是愛麗西亞。在這之後，茱蒂遇到將死的父親弗里德里希，並在其後與火車事故後失去蹤影的藍迪重逢。茱蒂好不容易來到母親海倫的家鄉瑞士，卻捲入了「真假愛麗西亞」的爭鬥裡；後來證明茱蒂就是愛麗西亞而回來後，過了一段很幸福的時間。但其後藍迪回故鄉發現他有個哥哥尚·賈克的信後，茱蒂又和他因為那被捲入了另一個危機裡，但在其他人合力解決下化險為夷。數年後，第二次世界大戰結束，茱蒂與藍迪有情人終成眷屬。

## 登場人物

### 主要登場人物
茱蒂【愛麗西亞·布倫德爾】（ジュディ【アリシア・ブレンデル】，Jeudi【Alicia Brendel】）　配音員：鷹森淑乃 (日本) / 樂蔚 (香港)
本故事的主角，是個擁有長金髮與綠瞳的少女。1926年2月15日出生於奧地利薩爾斯堡。6歲的時候因航空事故卻奇蹟生還，但卻喪失記憶，也忘了名字，在被藍迪發現後取名為「茱蒂」而帶回家照顧。她在成長的7年裡，作為實習護士在醫院工作而努力著，原作是在旅店工作，但因為受不了繼任老闆的虐待而逃出來。其後在遇見古爾蒙伯爵後讓她的命運為之改變，為了找回失去的記憶和親人和藍迪在歐洲各地旅行。原作在逃亡時把曾把頭髮剪短，並在火車上使用假名：朱利安（Julian），來隱藏她的女孩子身分，動畫則沒有剪髮和用假名的事情。
在旅行到奧地利時遇到她的青梅竹馬李昂哈德·亞森巴赫，也因此得知她的本名是「愛麗西亞·布倫德爾」，後來在李昂、藍迪還有眾多人的幫助下，終於和母親見面了。後來為了藍迪的事情再次為他而冒險，她也意外地的奔走在必須要前去阻止古爾蒙伯爵執行的「吉桑將軍暗殺計畫」的事件裡。原作她在後來立志成為一位護士，而上了護理學校，後來成為一位在醫院裡工作的護士。在歷經百般波折後的1945年10月與藍迪結為連理。動畫結局的服務場景是她與藍迪在教堂結婚。
原作作者·赤石路代老師的同人誌「碧玉夢幻曲」裡有提到，在小說裡茱蒂他們之後發展的動向，裡面證實茱蒂懷孕了。在動畫裡，6歲時她到錫安的紅十字會醫院成為一位護士。
藍迪·柯多（Lundi Cortot，配音員：難波圭一 (日本) / 馮錦堂 (香港)/姜瑰瑾 (台灣)）
原是在阿爾卑斯山上做事的牧童，是個擁有棕髮與棕瞳的少年。1925年10月13日出生於瑞士洛桑。在7年前遇到失去記憶的少女，是為她取名為「茱蒂」的人，他把她帶回家照顧，但卻遭到姑丈和姑姑的刁難。在第一次遇到古爾蒙伯爵時，被蠻橫不講理的古爾蒙伯爵打傷，但在茱蒂的照顧下恢復健康，之後與茱蒂在歐洲各地旅行。原作在逃亡時在火車上使用假名：藍道夫（Randolph）。
某天和茱蒂的外公賈克一起回故鄉時，發現一封信，信上得知他還有個哥哥「尚·賈克」，本來他想獨自旅行解決，並約定兩個月後解決後會回來，但沒想到時間到了他還沒回到茱蒂身邊，並讓不放心的茱蒂為了找他而捲入另一場爭鬥之中。他為了阻止尚·賈克在伯恩進行古爾蒙伯爵的指示的「吉桑將軍暗殺計畫」，為了保護吉桑將軍，不惜站立在哥哥尚·賈克的槍口前，結果受了致命傷。後來因為哥哥尚·賈克大量輸血，讓他脫離了危機。在傷口好了後，立志希望能成為像父親法蘭茲那樣的醫生，而努力學習，後來終於成為一名醫生。在終戰的1945年10月與茱蒂結為連理。動畫結局的服務場景是他與茱蒂在教堂結婚。
作者曾為了「藍迪」的名字苦惱，為他想過雷米（Remy）、艾米爾（Emile）、阿爾弗雷德（Alfred）、米歇爾（Michel）等名字，但最後決定以「藍迪」作為他的名子。
李昂哈德·古斯塔夫·馮·亞森巴赫（レオンハルト・グスタフ・フォン・アッシェンバッハ，Leonhard Gustav von Aschenbach）　配音員：井上和彥 (日本) / 林保全 (香港)
奧地利的年輕天才音樂家少年。愛稱：李昂/雷歐（Leon）。原作裡是個擁有長金髮與藍瞳的少年，動畫裡變成紫髮與紫瞳。1923年8月1日出生於奧地利薩爾斯堡。「阿爾卑斯玫瑰」的作曲者，他父母在他小時候因為反納粹活動而被逮捕，而他本人也是反納粹的。在納粹突襲事件之後悄悄的過生活，事實上他是被納粹的人監視，一直到他與愛麗西亞重逢。
在1939年被納粹的人受邀舉辦一場音樂會，名義上是在音樂會表演「奧地利交響曲」，實際上在表演前與樂師討論要在第三樂章開始前與茱蒂一起從音樂會場逃離，並請人播放反納粹的歌曲「阿爾卑斯玫瑰」，此舉動被世人廣為人知而被說他是「反納粹的英雄」，之後他成為被納粹暗殺的目標之一。
由於是個美男子，在逃亡的時候曾打扮成女人，在原作裡2次，動畫裡1次（原作裡被設定長得像母親）。扮成女人時卻出奇的漂亮，被說成他這樣一定會擁有許多男性追求者。年幼時喜歡愛麗西亞（茱蒂），但是最後卻被藍迪搶走了。他年幼時也是個音樂天才，被譽為是「神童莫札特再世」。在動畫第5話他自彈自唱著「阿爾卑斯玫瑰之歌」。在番外篇裡，不知為何敘述他1932年時為11歲，也就是他的出生年變成1921年。動畫結局的服務場景是秋天他在街頭與同好在一起演奏。
喬治·德·古爾蒙（Georges de Gourmont，配音員：池田秀一(日本) / 盧國權 (香港)）
被稱為古爾蒙伯爵，是個美男子，但態度傲慢，和納粹有關。1905年11月20日出生於法國巴黎。他和法蘭索娃絲是政治聯姻，對她根本沒感情，愛到處拈花惹草，其實心目中所愛的人是茱蒂的母親海倫。
在別墅被法蘭索娃絲開槍後並未死，因為胸前放著他的戀人海倫的項鍊墜保住了他一命而逃了出來，他在法蘭索娃絲的墓前很後悔沒有愛過她，之後有與失明的海倫見上一面，想與海倫續緣，但卻被海倫拒絕。在他計畫的「吉桑將軍暗殺計畫」失敗，加上被海倫拒絕後，讓他精神徹底崩潰，並誤把茱蒂當成海倫。但在最後與尚·賈克爭鬥中引爆炸彈，在那之後生死未卜，動畫最後在「吉桑將軍暗殺計畫」失敗後，放棄了出現在他眼前的茱蒂，在那之後也不知去向。動畫結局的服務場景是他與法蘭索娃絲在巴黎凱旋門帶狗散步。
名字的由來是來自法國詩人雷米·德·古爾蒙（Remy de Gourmont）。
法蘭索娃絲·德·古爾蒙（Francoise de Gourmont，配音員：吉田理保子(日本) / 方煥蘭 (香港)）
古爾蒙伯爵夫人，與喬治是政治聯姻，對他並沒有感情。原作她在茱蒂被喬治擄到城堡的舞會上才認識的，動畫是在醫院時就認識了茱蒂，她覺得被喬治給玩弄很可憐所以就暗中幫助茱蒂和藍迪他們，動畫一開始就知道茱蒂和海倫·布倫德爾很像的事情，原作是其後喬治去奧地利追茱蒂後才調查得知的。
在她知道雷諾·杜波瓦是納粹的一員後，便來到瑞士的古爾蒙別墅找喬治。當她從雷諾口中得知喬治在邊界殺人後，便對喬治的胸口開槍，後放火燒了別墅，最後舉槍自盡，是個讓人覺得可憐的人。動畫結局的服務場景是她與喬治在巴黎凱旋門帶狗散步。
雷諾·杜波瓦（Renault Dubois，配音員：上田敏也(日本) / 源家祥 (香港)）
為古爾蒙伯爵做事，也是他的的代理人，在伯爵死後他和塔蘭圖拉（尚·賈克）有往來，希望塔蘭圖拉為他除掉李昂哈德·亞森巴赫，後打算暗殺塔蘭圖拉，但是卻失敗了。
原作後來塔蘭圖拉以尚·賈克的身分出現，發現他可能想傷害藍迪就開槍殺了他，死前透漏給前來的藍迪說其實他主要的目的是要奪取古爾蒙伯爵的城堡，並帶自己的妻小來住，動畫結局是與齊格、吉德三人一起被吉桑將軍給逮捕。動畫結局的服務場景是他與羅伯特、齊格和吉德在南方度假村渡假。
旁白（Narrator，配音員：堀內賢雄）
本故事的解說員。擔任解說故事的部分。

### 在伯恩的登場人物
克拉拉（Clara，配音員：橫澤啟子（日本）、黃麗芳（香港））
漢斯的妹妹，在伯恩與漢斯相依為命而生活著，後還生了場大病，被茱蒂他們所幫助。在漢斯死後，被送到孤兒院。在那之後，被杜南家領養而成為茱蒂的妹妹。動畫結局的服務場景是她與漢斯和瑪塔在賽馬場。
漢斯（Hans，配音員：鹽屋翼（日本）、黃健強（香港））
克拉拉的哥哥，在伯恩與妹妹兩人一起生活的少年。因為藍迪弄倒了他要賣的蔬菜，而不打不相識。之後為了要籌克拉拉的病的醫藥費，向古爾蒙伯爵告密而出賣了茱蒂和藍迪，後來被瑪塔知道並在責罵後良心發現，因此背叛伯爵而轉去幫助茱蒂他們時，卻被伯爵發現而慘遭伯爵槍殺。動畫結局的服務場景是他與克拉拉和瑪塔在賽馬場。
瑪塔（Martha，配音員：日高範子（日本）、梁緻盈（香港））
住在伯恩的賣花少女。在鎮上唱著阿爾卑斯玫瑰之歌而與茱蒂他們認識，並告訴茱蒂此歌作曲者可能是哪位人士？而她也很喜歡漢斯。在藍迪生命垂危時和克拉拉一起輸血而奔走者。在動畫中，她和克拉拉一起成為杜南家的養女。動畫結局的服務場景是她與克拉拉和漢斯在賽馬場。
羅伯特·路易斯（Robert Lewis，配音員：小瀧進（日本）、林保全／馮志潤（香港））
美國攝影記者，要去波蘭採訪的途中，與茱蒂他們相遇。在波蘭有與茱蒂的父親弗里德里希·布倫德爾相遇。他的原型是來自戰地攝影記者羅伯特·卡帕。動畫設定是美國日報的攝影記者，雙親因大火災而雙亡。他在巴黎認識瑪德蓮·春項，兩人許下婚約，後來因為戰爭的事情讓他失去蹤影，讓瑪德蓮非常擔心他，最後以負傷的樣子回來，在傷好後就與瑪德蓮結婚。動畫結局的服務場景是他與杜波瓦、齊格和吉德在南方度假村渡假。
麗絲兒（Liesl，配音員：佐佐木留恩（日本）、黃麗芳（香港））
在鐵橋爆破事件時與茱蒂他們搭乘同班列車的少女。在列車的走廊站著聽茱蒂他們說關於「阿爾卑斯玫瑰之歌」後有所反應就唱了起來。她說5年前她從盧塞恩來到薩爾斯堡時有個30多歲的金髮男性教她唱過那首歌，是個好心眼的大小姐。動畫結局的服務場景是她與約翰、海因里希和瑪麗在滑冰。
約翰（Johann，配音員：中原茂（日本）、黃健強（香港））
麗絲兒的未婚夫，與茱蒂他們去薩爾斯堡的列車中相遇。在那之後，被捲入鐵橋爆破事件裡。原作由於麗絲兒看上偽裝成男孩子朱利安（茱蒂）讓他吃醋，而使喚朱利安去做事，自己卻在一旁納涼而被麗絲兒責備，後來他幫助了朱利安並得知朱利安是女的。在藍迪失蹤後，他和麗絲兒有拜託警察尋找藍迪的蹤跡。在茱蒂和李昂逃往瑞士時他和麗絲兒幫助了他們，是個好心眼的大少爺。動畫結局的服務場景是他與麗絲兒、海因里希和瑪麗在滑冰。

### 在薩爾斯堡的登場人物
法蘭茲·馮·亞森巴赫（Franz von Aschenbach）
李昂的父親，是個音樂家，與茱蒂的父親弗里德里希他們一起反納粹主義的主使者。1932年的突襲事件中和愛麗奧諾拉一起被納粹逮捕而死在獄中。很溺愛獨生子李昂。
愛麗奧諾拉·馮·亞森巴赫（Eleonora von Aschenbach）
李昂的母親。1932年的突襲事件中和法蘭茲一起被納粹逮捕而死在獄中。聽李昂說她喜歡白色的茶杯。
舒密特老師（（Herr Schmidt））
李昂年幼時在薩爾斯堡音樂學校指導他的老師。打算修改李昂所做的曲子，而被李昂抗議。
海因里希·葛拉夫（Hainrich Graf，配音員：鈴置洋孝、黃健強（香港））
李昂年幼時認識的好朋友，比李昂與愛娃還年長10歲，現所屬納粹親衛隊，為了暗殺希特勒而作為臥底的納粹黨員，但是暗殺失敗了，而被槍決，這事情事後由愛娃來告訴李昂。他在進入納粹以前，希望能成為一個鋼琴家，但是由於聽過李昂哈德·亞森巴赫動人的演奏後就放棄了，後來更因為打架導致手筋斷了而放棄鋼琴。動畫結局的服務場景是他與麗絲兒、瑪麗和約翰在滑冰。
愛娃·費雪（Eva Fischer）
李昂年幼時住在他家隔壁的少女，與李昂同歲。在李昂家經過突襲事件的6年後，有與成為納粹一員的海因里希再次見面，後來在二次大戰後的1946年，成為女高音的她與李昂重逢時，告訴李昂說海因里希暗殺希特勒失敗而被槍決。
費雪夫人（Frau Fischer）
李昂年幼時住在他家隔壁的少女愛娃的母親。是個專業主婦，並覺得李昂的家世好又有錢很令人羨慕。
史萊耶（Schleyer，配音員：松岡文雄）
納粹黨薩爾斯堡分部的分部長，有著很深的音樂造詣，原作對於波曼的不禮貌還向李昂和茱蒂致歉，動畫卻不動聲色。
波曼（Bormann，配音員：飯塚昭三）
納粹黨薩爾斯堡分部的副分部長，是個對音樂還有藝術方面沒有造詣的人。他很傲慢的對李昂說「如果變成普通人就不好了，因為我們需要的是天才」這話一出被茱蒂潑了紅茶，在原作他被設定成金髮碧眼和體型有點胖的人，動畫是黑髮黑眼和體型壯碩的人，還養了一隻老鷹。

### 在蘇黎世的登場人物
弗里德里希·布倫德爾（Friedrich Brendel，配音員：仲村秀生、張炳強（香港））
茱蒂的父親，是個政治家。1902年出生於維也納。「阿爾卑斯玫瑰」的作詞者。擁有金髮與綠瞳。他與妻子海倫是因為戀愛而結婚，在1932年的突襲事件要逃亡到瑞士的途中，因為飛機失事事故和海倫與愛麗西亞失散，之後他有到瑞士的杜南家去找過海倫，但卻被岳父賈克拒絕會面。在7年後因為失望而前往波蘭作戰，結果受了重傷，被好朋友魯道夫照顧。在那之後與茱蒂（愛麗西亞）重逢後，隔天早晨過世，享年37歲。愛麗西亞擅長跳華爾滋，是要感謝他教導。他死亡的地方原作是瑞士·蘇黎世的魯登道夫家。在動畫是瑞士邊境的奧地利的療養院。
魯道夫·魯登道夫（Rudolf Ludendorff）
茱蒂的父親弗里德里希的好朋友。反納粹的鋼琴家。住在瑞士蘇黎世。弗里德里希從7年前的飛機事故以來，就和他住在一起生活。家裡還有妻子和其他傭人。古爾蒙伯爵來抓人的時候，也協助茱蒂和李昂從家裡的密道逃走。
瑪麗·繆勒（Marie Muller，配音員：高橋美紀、孫明貞（香港））
照顧因鐵橋爆破事件而受傷的藍迪的少女。但藍迪怎麼和她相遇就不得而知，是個很好心的大小姐。她對藍迪很好，在原作中有出席茱蒂的父親的葬禮。外表看起來像18歲的樣子。在動畫被設定和藍迪一樣都是14歲，髮色是綠色。動畫結局的服務場景是她與麗絲兒、海因里希和約翰在滑冰。
繆勒（Herr Muller，配音員：石塚運昇）
瑪麗的父親。是因斯布魯克的望族繆勒家的當家。藍迪受傷的時候就像監護人一樣保護他。原作是個普通的叔叔，在動畫是個時髦的叔叔。在原作他和瑪麗一起出席茱蒂的父親的葬禮。

### 瑞士的杜南家
海倫·布倫德爾（Helene Brendel，配音員：宗形智子、周婉侶（香港））
茱蒂的母親。舊姓：杜南（Dunant）。1904年出生於瑞士·佛州。與弗里德里希是戀愛而結婚，但是被雙親反對，尤其是父親賈克，不得以只好與弗里德里希私奔。她在1926年生下愛麗西亞，但在1932年因為反納粹逃亡到瑞士時，因飛機事故而導致雙目失明。她和茱蒂和弗里德里希都是擁有金髮與綠瞳的人。在和弗里德里希結婚前也被古爾蒙伯爵追求過，但是她不愛他，最後選擇弗里德里希。她是個相當美麗的人，年輕時和茱蒂長得很相像，並擁有堅強的心。
在飛機事故後，她回到了久違的娘家養病。並聽說丈夫·弗里德里希在飛機事故中過世的消息，在這時來了個叫春項的人，他把自己的女兒瑪蒂達偽裝成是她的女兒愛麗西亞，讓她沒有懷疑，但在茱蒂（真的愛麗西亞）出現後，由於茱蒂留下了一封寫有「阿爾卑斯玫瑰」的第二段歌詞的信，在管家唸給她聽後，並立刻得知那是她丈夫弗里德里希完成的，然而察覺茱蒂可能是真的愛麗西亞。在藍迪去找茱蒂的時候，意外在聽到春項他們的秘密談話，得知春項找來的瑪蒂達是假的愛麗西亞，還有春項騙她寫給弗里德里希的訣別信，瞬間一切她都完全明白事情的真相。之後她在茱蒂、藍迪與吉桑將軍的幫助下，一起拯救了杜南家，海倫她也再次與茱蒂（愛麗西亞）重逢。
在之後她不只是茱蒂（愛麗西亞）的母親，也同時作為像是藍迪的母親一樣。為了阻止古爾蒙伯爵去實行「吉桑將軍暗殺計畫而獻出了自己」，實際上是暗殺失敗後，出現了暗殺成功的假情報，她最後拒絕了伯爵。
賈克·杜南（Jacques Dunant，配音員：藤本讓）
茱蒂的外公，海倫的父親。是個固執頑強的老爺爺，現在慈善事業家。從年輕時和亨利·吉桑就是好朋友。她希望獨生女海倫能和古爾蒙伯爵結婚，但卻撕破臉讓海倫離家出走。因為好朋友·亨利幫助海倫逃走，一時間與亨利絕交。之後心靈被扭曲。後來春項利用了他被扭曲的心。因為1932年的飛機事故讓海倫失明，因此他對海倫的丈夫弗里德里希如此的憎恨。這也是春項的計謀，因此，當弗里德里希要求和海倫見面時，他都會態度冷淡的打發他走。當茱蒂他真正的親孫女愛麗西亞來到杜南家時，一開始雖然態度冷淡，不過看到海倫對茱蒂心動，還有瑪蒂達的毒紅茶事件後，也改變了頑固的他。最後得知春項的目的是要「奪取杜南家」（實際上賈克他是與紅十字會的亨利·杜南有關的血親），讓他一時非常震驚。在藍迪的幫助下，被與他絕交的亨利·吉桑搭救，而和解。杜南家從此變得和平，而他也變成像是溫柔的爺爺一樣，他把藍迪當作是他的兒子一樣。他還和藍迪一起到藍迪的姑丈家，對於藍迪貪婪的姑姑和姑丈有百般的怨言。
克莉絲婷·杜南（Christine Dunant，配音員：稻葉松子）
茱蒂的外婆，海倫的母親。是個溫柔堅強的老奶奶，看到真正的愛麗西亞（茱蒂）時，馬上就看出她和海倫小時候很像，也確定茱蒂是她的孫女。
安娜（Anna）
杜南家的女傭，其實是瑪蒂達的手下，是打算殺死茱蒂（真愛麗西亞）的人。
管家（Bouteiller）
杜南家的資深管家，名字不詳，是個很老實的人，非常照顧海倫。第一次看到茱蒂時，因為與海倫很相似而差點把茶打翻了。
愛麗西亞·杜南【瑪蒂達·春項】（Alicia Dunant【Mathilda Tronchant】，配音員：島津冴子、梁緻盈（香港））
假愛麗西亞。為了照顧眼睛看不見的海倫，茱蒂（真愛麗西亞）的外公外婆找來代替她而領養的少女。是武器商人，米歇爾·春項的次女。依照米歇爾的計畫要奪取杜南家，並在海倫的紅茶裡面下毒，後被海倫察覺，在計畫失敗的時候被米歇爾拋棄在孤兒院，後在孤兒院爆破事件時被茱蒂找到，而帶回杜南家。
米歇爾·春項（Michel Tronchant，配音員：池田勝、張英才（香港））
瑪德蓮和瑪蒂達的父親，是個武器商人。巴西爾·札哈洛夫的繼承人。是個有能力的商人，但最在敗於吉桑將軍後逃走。最喜歡長女瑪德蓮和她的母親，無論瑪德蓮做什麼他都會原諒瑪德蓮，就算是偷他的軍火也沒說什麼，在那之後他就不知去向了。

### 在巴黎的登場人物
瑪德蓮·春項→瑪德蓮·路易斯（Madeleine Tronchant→Madeleine Lewis）
瑪蒂達的姊姊，是個武器商人。米歇爾·春項的長女，不過她與瑪蒂達是同父異母的孩子。米歇爾喜歡她和她的母親，而她無論做什麼不利父親的事情總都能被米歇爾原諒，她在巴黎認識了羅伯特·路易斯，兩人許下婚約，並在羅伯特從戰地負傷回來，等傷好後她就與羅伯特結婚了。
夏爾（Charles）
李昂和藍迪在巴黎遇到想要用石頭打普林坦的小男孩，他的朋友說打鳥是為了要殺德軍所做的練習。

### 藍迪的親人與相關的人
瑪麗葉兒·柯多（Marielle Cortot）
尚·賈克、藍迪的母親。1931年因為熱病而過世，生前是個溫柔又會做點心的人。在生尚·賈克時醫院發生火災，讓她以為尚·賈克因那件事而死。她對藍迪來說是給予他有很多「溫柔的回憶」的人。
法蘭茲·柯多（Franz Cortot）
尚·賈克、藍迪的父親。是個醫生，在非洲為貧苦的人治療，1932年8月21日發生車禍事故而死亡。藍迪的個性是受到他這個父親的影響，讓藍迪決定從醫，興趣是讀書。
尚·賈克·柯多【阿爾弗雷德·史特拉瑟】（Jean Jacques Cortot【Alfred Strasser】，配音員：速水獎（日本）、黃健強（香港））
藍迪的哥哥，1921年8月6日生，出生不久後在8月9日醫院發生火災，讓被史特拉瑟夫婦帶到德國扶養長大，而被取的德語名是「阿爾弗雷德·史特拉瑟」，也有個愛稱：阿爾（Al）。在他得知自己不是史特拉瑟夫婦的親生孩子後，也曾經寫過了「請救救我，爸爸，媽媽」的信寄到自己親生父母的故鄉去，可是當時柯多夫婦已經雙雙過世了，以至於信無法傳達給他們倆，不知情的他以為他是被親生父母拋棄了。然而在他最愛的養母露意絲死後，他開始對世間變得非常不信任，並開始拿刀射殺動物，就在此時他被法國的古爾蒙伯爵發掘，讓他開始在他的手下做事。而他在當殺手時的綽號：塔蘭圖拉/塔拉奇拉（Tarantula）就這麼誕生了。
他在之後變得不需要別人的幫助，然而在1940年的2月底，得知了他有個弟弟藍迪的事情。由於有藍迪在一旁阻止，使他無法暗殺吉桑將軍或是李昂。原本鐵石心腸的他因為藍迪而改變，在藍迪受傷時，他將自己的血液大量輸血給藍迪。在與古爾蒙伯爵爭鬥中引爆炸彈，在那之後生死未卜。不過在1945年10月藍迪與茱蒂的結婚典禮上，他祕密的贈送一束阿爾卑斯玫瑰的花束給茱蒂，並可以確定他還活著。他的髮色在動畫裡是金髮，與原作的棕髮不同。
姑丈、姑姑（Oncle、Tante）
藍迪的父親法蘭茲的妹夫和妹妹。是個利益薰心的夫婦，在原作把茱蒂賣給古爾蒙伯爵，但後來聽說茱蒂和藍迪死了，就把法蘭茲的遺囑和財產瓜分後離開了。
珍妮（Jeanne）
藍迪小時候住在他家附近的阿姨。她的外表和瑪麗葉兒很相像，在藍迪為了姑丈他們而來時有出現，還和茱蒂的外公說藍迪的姑丈、姑姑的事情。

### 尚·賈克的養親與相關的人
泰奧多·史特拉瑟（Theodor Strasser）
尚·賈克的養父。是個小說家，在醫院發生火災後，與露意絲一起把尚帶回德國扶養，但他甚至懷疑火災是露意絲做的，他也從來沒有叫過尚他「阿爾弗雷德」，事後他想到這就感到很內疚。他也是個優柔寡斷的人，但為了逃命而捨棄露意絲與尚，到法國與瑪麗再婚，他與前妻露意絲大15歲。
露意絲·史特拉瑟（Louise Strasser）
泰奧多的前妻，尚·賈克的養母（她本人認為是他的生母）。是個激動又艷麗的人。而且與尚·賈克的髮色與瞳色相同。
是她挽救火災中救出還是小寶寶的尚·賈克。然後，她把他給帶回德國照顧。她的孩子在與尚·賈克同一天生，不過生下時就是個死胎，她不相信這說法，並認為尚·賈克就是她的「阿爾弗雷德」而細心照顧他。她不喜歡尚·賈克叫她「媽媽」，因為她覺得媽媽會讓她老10幾歲，所以希望他叫她「露意絲」就好。她很愛泰奧多和阿爾弗雷德。但是因為泰奧多是反納粹的人，由於這個原因而被盯上，還有和納粹的親衛隊將校路德維希有曖昧，因為那個原因而得了精神病。在尚·賈克16、17歲時，泰奧多逃亡到法國的1週後，她就投湖自盡，生前喜歡貝多芬的「月光」。在動畫裡她的名字變成艾瑪·史特拉瑟（Emma Strasser），並以剪影的方式登場。
瑪麗·史特拉瑟（Marie Strasser）
泰奧多的後妻。與從德國逃到法國的泰奧多一起生活。與泰奧多的前妻露意絲的個性相反，是個溫柔又穩重的人，喜歡花也很會做菜，興趣是在庭園裡種花。住在法國里昂。她與瑪德蓮是朋友。
泰奧多的雙親（Eltern von Theodor）
尚·賈克的養父泰奧多的父母，對尚來說是他的養祖父母，他們在1940年雙雙過世，在那之後他們家變成納粹的據點。
露意絲（Louise）
阿爾弗雷德年幼時住在附近的猶太人少女。與尚·賈克的養母露意絲同名。因為納粹反猶太政策而逃亡，在當時喜歡阿爾弗雷德。在1940年冬天，與阿爾弗雷德再次相逢時，阿爾弗雷德卻已經是納粹的暗殺者塔蘭圖拉了，她在得知阿爾弗雷德殺人後大罵他「你這殺人魔！會下地獄的」，而從此與尚·賈克分別。
路德維希（Ludwig）
納粹親衛隊員。他是阿爾弗雷德的母親露意絲的熟識。金髮留著鬍子，有著時髦感的樣子。露意絲和他的關係是為了攸關反納粹的作家丈夫泰奧多的性命而不得以獻給他。
夏爾·馬索（Charles Marceau）
塔蘭圖拉暗殺的目標之一，走在路上被塔蘭圖拉給殺害，本來露意絲是要與他見面的。
亨利（Henri）
塔蘭圖拉暗殺的目標之一。

### 史實人物
亨利·吉桑（Henri Guisan，配音員：大平透（日本）、金雷（香港））
瑞士的將軍，是鎮守瑞士防止納粹入侵的英雄，在故事中他是茱蒂的外公賈克·杜南的好朋友，長期幫助賈克一家。然而在海倫結婚的時候，幫助離家出走的海倫而被賈克斷絕來往。但後來幫助杜南家不受武器商人春項的威脅，而和賈克和解了，他也幫助茱蒂與藍迪不受古爾蒙伯爵等人的迫害。
巴西爾·札哈洛夫（Basil Zaharoff）
瑪蒂達對藍迪提過武器商人，說他是她父親米歇爾·春項的師傅。在許多戰爭中經常有他的影子。晚年時在英國獲得爵士的稱號，並與西班牙貴族的女性結婚過著幸福的生活。1936年死去。
亨利·杜南（Henri Dunant）
紅十字會的創辦人，在故事中設定賈克是他的血親。
阿道夫·希特勒（Adolf Hitler）
只有畫像登場，是引發第二次世界大戰的罪魁禍首，納粹德國的領導者。
夏爾·戴高樂（Charles de Gaulle）
納粹打算要塔蘭圖拉（尚）去暗殺的人。德國被攻破，而逃亡到英國組成「自由法國」，支援抵抗運動，而有了成果，在1944年解放巴黎。在動畫，預定與吉桑將軍會談。

### 其他人物
瑪莉亞（Maria）
茱蒂和藍迪在醫院工作而住院的10多歲少女。她很喜歡藍迪，總是說著「好希望嫁給藍迪醫生」。但是後來病情惡化而病死，她是有著秀長金髮和雀斑的女孩。
瑪莉亞的母親（Mutter von Maria）
在瑪莉亞死的時候放聲大哭的女人。
卡塔莉娜（Katharina，配音員：勝生真沙子（日本）／曾慶珏）
動畫原創人物，茱蒂工作醫院的護士前輩，指導茱蒂如何做事，在第1話就是她請茱蒂一起來照顧伯爵夫人法蘭索娃絲的。
齊格（Sieg，配音員：稻葉實）
動畫原創人物，是古爾蒙伯爵的部下，在之後成為杜波瓦的部下，但他和吉德兩人最後幫助茱蒂他們。動畫結局的服務場景是他與杜波瓦、羅伯特和吉德在南方度假村渡假。
吉德（Jid，配音員：西村智博）
動畫原創人物，是古爾蒙伯爵的部下，在之後成為杜波瓦的部下，但他和齊格兩人最後幫助茱蒂他們。動畫結局的服務場景是他與杜波瓦、羅伯特和齊格在南方度假村渡假。
伊蒂塔（Edita，配音員：小山茉美）
動畫原創人物，第15話登場，幫助被納粹追趕的李昂和茱蒂的旅店的老闆娘。擅長彈鋼琴。以前和納粹的德軍戰鬥時她的雙親和妹妹都因此而死，因此放棄鋼琴而借酒澆愁，但在遇到茱蒂他們後而改變，把酒給戒了，也開始彈鋼琴。
漢斯（Hans，配音員：千千松幸子）
動畫原創人物，第16話登場，幫助被納粹追趕的李昂和茱蒂，他和他的夥伴被稱為「義賊」，而他被稱為「義賊漢斯」。

### 登場動物
普林坦（Printemps，配音員：勝生真沙子）
茱蒂的鸚鵡，第一次見到藍迪時只會說「阿爾卑斯玫瑰」，那句話便是開啟茱蒂身世的鑰匙。名字「普林坦」也是藍迪取的。
愛杜亞（Edouard）
杜南家的名駒，牠是一匹很難馴服的馬，只有牠認定的主人可以騎牠。米歇爾與瑪蒂達想試著騎牠，但都沒被牠獲准，在藍迪來試過後，便認定藍迪是牠認可的主人，就離開杜南家前往伯恩。為了找茱蒂，藍迪就騎著牠去伯恩找吉桑將軍求助，而吉桑將軍在窗口看到藍迪和這匹叫「愛杜亞」的馬後，便知道這是賈克·杜南家的馬。在吉桑將軍的協助下，藍迪帶牠找到了被某農家救助的茱蒂。

## 出版書籍
單行本
| 卷數 | 小學館         | 小學館             |
| 卷數 | 發售日期       | ISBN               |
| ---- | -------------- | ------------------ |
| 1    | 1983年10月26日 | ISBN 4-09-131321-3 |
| 2    | 1984年2月25日  | ISBN 4-09-131322-1 |
| 3    | 1984年6月26日  | ISBN 4-09-131323-X |
| 4    | 1984年11月26日 | ISBN 4-09-131324-8 |
| 5    | 1985年2月26日  | ISBN 4-09-131325-6 |
| 6    | 1985年7月26日  | ISBN 4-09-131326-4 |
| 7    | 1985年12月14日 | ISBN 4-09-131327-2 |
| 8    | 1986年6月26日  | ISBN 4-09-131328-0 |
| 9    | 1986年9月26日  | ISBN 4-09-131329-9 |

文庫版
| 卷數 | 小學館         | 小學館                 |
| 卷數 | 發售日期       | ISBN                   |
| ---- | -------------- | ---------------------- |
| 1    | 2010年11月13日 | ISBN 978-4-09-191187-2 |
| 2    | 2010年11月13日 | ISBN 978-4-09-191188-9 |
| 3    | 2010年12月15日 | ISBN 978-4-09-191189-6 |
| 4    | 2010年12月15日 | ISBN 978-4-09-191190-2 |

## 電視動畫
以《火焰的阿爾卑斯玫瑰 茱蒂&藍迪》（炎のアルペンローゼ ジュディ&ランディ）為題，1985年4月6日至10月5日期間播出，全20話。

### 製作人員
- 製作：吉田健二
- 企劃：井上明（Tatsunoko Pro）、内間稔（讀廣）
- 系列構成：富田祐弘
- 主要監督：植田秀仁
- 人物設計：高田明美
- 機械設計：菊石
- 音樂：久石譲
- 錄音指導：清水勝則
- 美術監督：多田喜久子
- 製作擔當：石川光久
- 文藝擔當：庄司菜穂子
- 製作人：前田和也、遠藤龍之介、大野実、由井正俊
- 副製作人：宮崎繁
- 制作協力：讀賣廣告社（非創作）
- 制作：富士電視台、Tatsunoko Pro

### 主題曲
片頭曲
〈夢想的羽翼〉（夢の翼）
作詞：及川恆平，作曲：久石讓，編曲：久石讓，歌：康妮
〈當天你緊握我手〉
填詞：雨言，作．編曲：林敏怡，主唱：林珊珊
片尾曲
〈淘氣的天使〉（やんちゃなエンジェル）
作詞：及川恆平，作曲：長澤博，編曲：久石讓，歌：康妮
插曲
〈阿爾卑斯玫瑰之歌〉（アルペンローゼの歌）
作詞：赤石路代，作曲、編曲：久石譲，歌：佐藤ひさら、茱蒂（鷹森淑乃）
與在原作登場的〈阿爾卑斯玫瑰之歌〉的歌詞有些微的不同。
〈奧地利交響曲〉（オーストリア交響曲）
作曲：藤澤文女（第1樂章）、久石讓（第2、3樂章）
以「交響曲」為標題，遵從原作以樂器組成、樂章構成，但實際上給的印象是鋼琴協奏曲。

### 各話列表
| 話數 | 日文標題 | 中文標題                 | 脚本     | 分鏡       | 演出     | 作画監督   | 播放日期      |
| ---- | -------- | ------------------------ | -------- | ---------- | -------- | ---------- | ------------- |
| 1    |          | 為愛陷入激流的序章       | 富田祐弘 | 澤井幸次   | 澤井幸次 | 浜崎博嗣   | 1985年 4月6日 |
| 2    |          | 光輝中的天使             | 富田祐弘 | 貞光紳也   | 貞光紳也 | 佐久間信計 | 4月13日       |
| 3    |          | 逃出鬼門關的汽笛聲       | 柳川茂   | 義野利幸   | 義野利幸 | 鄭雨英     | 5月3日        |
| 4    |          | 秒速的陷阱               | 中弘子   | 広瀬ちえこ | 茂木智里 | 林隆文     | 5月18日       |
| 5    |          | 隱藏過去的花園           | 富田祐弘 | 貞光紳也   | 貞光紳也 | 西城隆詞   | 5月25日       |
| 6    |          | 紅玫瑰的旋律             | 富田祐弘 | 義野利幸   | 澤井幸次 | 浜崎博嗣   | 6月1日        |
| 7    |          | 響徹雲霄！前往祖國的天空 | 富田祐弘 | 植田秀仁   | 小林哲也 | 佐久間信計 | 6月15日       |
| 8    |          | 華麗的逃亡者             | 中弘子   | 上村修     | 上村修   | 林隆文     | 6月22日       |
| 9    |          | 劍騎士藍迪               | 柳川茂   | 貞光紳也   | 貞光紳也 | 水村十司   | 6月29日       |
| 10   |          | 在記憶離別的早晨         | 富田祐弘 | 澤井幸次   | 茂木智里 | 鄭雨英     | 7月13日       |
| 11   |          | 燃燒殆盡的野心           | 富田祐弘 | 義野利幸   | 小林哲也 | 浜崎博嗣   | 7月27日       |
| 12   |          | 兩個愛麗西亞！？         | 中弘子   | 澤井幸次   | 澤井幸次 | 井口忠一   | 8月3日        |
| 13   |          | 聽見愛之歌               | 中弘子   | 石山貴明   | 石山貴明 | 林隆文     | 8月10日       |
| 14   |          | 向安樂說再見             | 柳川茂   | 貞光紳也   | 貞光紳也 | 西城隆詞   | 8月24日       |
| 15   |          | 孤獨一人的鋼琴           | 中弘子   | 貞光紳也   | 茂木智里 | 浜崎博嗣   | 8月31日       |
| 16   |          | 義賊漢斯                 | 柳川茂   | 上村修     | 上村修   | 林隆文     | 9月7日        |
| 17   |          | 巴黎的殺人魔             | 富田祐弘 | 貞光紳也   | 貞光紳也 | 浜崎博嗣   | 9月14日       |
| 18   |          | 愛之歌在霧中             | 柳川茂   | 貞光紳也   | 茂木智里 | 恩田尚之   | 9月21日       |
| 19   |          | 面向自由的槍口           | 中弘子   | 石山貴明   | 石山貴明 | 林隆文     | 9月28日       |
| 20   |          | 張開夢想的羽翼           | 富田祐弘 | 澤井幸次   | 澤井幸次 | 西城隆詞   | 10月5日       |

### 播放電視台
| 播放地區 | 播放電視台 | 播放日期                 | 播放時間             |
| -------- | ---------- | ------------------------ | -------------------- |
| 日本     | 朝日電視台 | 1985年4月6日 — 10月5日   | 星期六 18:30 - 19:00 |
| 臺灣     | 華視主頻   | 1988年7月26日 — 12月20日 | 星期二 17:00         |

## 外部連結
- 火焰的阿爾卑斯玫瑰 茱蒂&藍迪（日語）